# Треш-стрим
Треш-стрім (англ. Trash stream) — вид прямого ефіру, ведучий якого робить над собою або гостями небезпечні для здоров'я, епатажні або принизливі дії, зазвичай з метою отримання грошової винагороди (донату) з боку глядачів. Стріми проходять переважно на YouTube, монетизація відбувається за допомогою сервісу DonationAlerts або інших подібних сервісів.
Жанр орієнтовно зародився в Росії на початку 2010 року, його основоположником вважається стример Кирило Зирянов (VJLink). Найбезрозсуднішим треш-стримером вважають Миколу Бєлова, за свої моторошні та мерзенні речі на трансляціях він має прізвисько «Король трешу».
Декілька треш-стрімерів притягували до адміністративної чи кримінальної відповідальності за травми та смерті, що сталися у прямому ефірі.
Сегмент інтернету, в якому зазвичай відбуваються треш-стріми та публікується вузько направлений, часто маргінальний контент, називають терміном «нижній інтернет». Це визначення ввів ігровий журналіст Антон Логвінов. Яскравий представник нижнього інтернету – анонімний іміджборд «Двач».

## Історія
Творцем жанру вважається Кирило Зирянов, більш відомий як VJLink. У 2010 році він реєструється на сайті own3d.tv і починає вести трансляції з гри Dota 2. На своїх стрімах Кирило кричав, розбивав монітор, поводився зухвало і сильно напивався. Першу популярність отримав у 2013 році, коли просто на стрімі його друг, відомий як Чіп, вибив йому зуби.
Після появи відеострімінгового сервісу Twitch у 2011 році та його популіризації в Росії у 2013 році більшість ютуберів, включаючи Іллю Меддісона, почали стримувати на платформі відеоігри. Дуже популярні стали сервіси пожертвувань у прямому ефірі, як, наприклад, DonationAlerts . Після їх появи стрімери стали виконувати різні завдання за гроші, поступово віддаляючись від тематики ігор.
Сам термін «треш-стрім» у ЗМІ вперше почав використовуватись у 2015 році, а у 2020 році і в російських ЗМІ.
Зазвичай треш-стримери мають своїх «господарів», які організовують прямі трансляції, але в них участь не беруть, або є операторами, оскільки треш-стримери не завжди мають фінансові чи інші можливості на організацію процесу.

## Інциденти
У лютому 2021 року VJLink провів стрим, на якому спаював чоловіка на ім'я Едуард. Той у свою чергу скаржився, що йому не дають спати, а наприкінці трансляції у Едуарда від перевтоми та алкогольної інтоксикації почався епілептичний напад.
У грудні 2021 року на Кирила було заведено кримінальну справу за стрім, на якому він прикував орловського стримера Максима Москальова до батареї, знущався з нього і кидав у нього петарди.
У лютому 2022 року поза стрімом розбив своїй дівчині голову, а пізніше та запустила стрім, на якому просила допомогти їй матеріально, хоча б по 50 рублів.

### Гобзавр та Людмурик
З 2016 року челябинський блогер Андрій Яшин (відомий під ніком Гобзавр) разом зі своєю матір'ю Людмилою Яшиною (під ніком Людмурик) стали проводити стріми на YouTube, в яких розпивали спиртні напої та виконували за гроші різні завдання, наприклад Андрій міг поцілувати свою матір у губи або розбити яйце об її голову. Людмила часто виходила з себе і проклинала глядачів, наводила порчу і часто лаялася з колегами-блогерами.
1 грудня 2019 року Гобзавр під час трансляції побив пляшкою з-під шампанського свою матір. На наступному відео публічно просив у неї вибачення.
У лютому 2023 року на день народження Яшиної до дверей її квартири було доставлено труну зі свинячою головою всередині.
У червні 2023 року треті особи оприлюднили запис телефонної розмови Людмили з невідомою особою, де жінка зізналася, що син регулярно б'є її поза стрімами. За кілька годин після цієї публікації, Людмила виклала відео-спростування, де спростувала всі свої слова проти сина. Однак уважні користувачі мережі помітили, що за кадром чути, як Гобзавр нагадує матері, які слова говорити. Більше того, на руках жінки було видно погано замазані тональним кремом синці та садна. Ситуацію прокоментувала Катерина Мізуліна, пообіцявши вжити заходів щодо Андрія Яшина.

### Мопс Дядько Пес
Влітку 2016 року українські ув'язнені Андрій Щадило та Сергій Новік, більш відомий як Мопс Дядько Пес, звільнилися після тривалого тюремного ув'язнення та стали проводити стріми, в яких Новик за глядацькі донати терпів приниження та побиття від Щадило. 30 жовтня того ж року Новик випорожнився в торт і спробував відправити посилку поштою Петру Порошенку. У 2017 році за 50 тисяч рублів Щадило стріляв у голову Мопса з травматичного пістолета. 17 грудня 2019 року після тривалої пневмонії Мопс Дядько Пес помер у віці 46 років.

### Shkilla Team
У грудні 2021 року в Брянську поставили крапку в скандальній справі двох треш-стримерів Аркадія Старікова та Івана Філатова, які отримали 2,6 та 2,3 роки колонії загального режиму за незаконні дії на своїх треш-стрімах.

### «Депутат» Ганічев Валентин Володимирович
У 2017 році власник каналу Tupa Splash Владислав «Демон» Пеконіді знайомиться з «Депутатом» Валентином Ганічевим. На своїх трансляціях Демон спаював Валентина і всіляко знущався з нього.
В 2020 треш-стрімер з Брянська викрав Валентина і змусив його зніматися у своїх трансляціях. Там вони били Депутата, ображали, спаювали і ховали живцем.
У лютому 2023 року Валентина та треш-стримера Володимира Самоволькіна, більш відомого як Пошта, затримали за висловлювання на підтримку України у вторгненні Росії в Україну, зроблені під час стріму. Після затримання Депутат стверджував, що зробив це за донат у 1000 рублів.

### Герман Ягідка
У березні 2019 року трещ-стрімер Герман Ягодка (Герман Олександрович Василенко) виклав запис ефіру, де знущався з ветерана. 6 березня 2019 року у ГУ МВС по Петербургу та Ленобласті повідомили про те, що поліцейські вирахували місце проживання блогера, який помочився на ветерана, і він був доставлений у відділення поліції.
31 серпня 2020 року, Герман Ягодка був побитий мотолюбителем, після того, як п'яним вийшов на проїжджу частину і спровокував ДТП .
2 січня 2024 року стало відомо, що група треш-стиімерів (Vjlink, Герман Ягодка, Владислав Пеконіді) приїхали до Таїланду і відразу почали порушувати місцеве законодавство, приставати до людей у прямому ефірі, вживати речовини, що викликало громадський резонанс.

### Mellstroy
16 жовтня 2020 року треш-стример Андрій Бурім, більш відомий як Mellstroy, під час свого стріму схопив модель Олену Єфремову та кілька разів ударив головою об стіл. 23 жовтня того ж року було порушено кримінальну справу за статтею «Побої». 9 липня 2021 року Mellstroy був засуджений до шести місяців виправних робіт. Єфремова намагалася оскаржити рішення суду, але її апеляцію було відхилено.

### Reeflay
2 грудня 2020 року треш-стрімер Станіслав Решетняк, більш відомий як Reeflay, поза стрімом убив свою дівчину Валентину «Геніальну» Григор'єву, після чого запустив трансляцію з мертвим тілом, що лежить на дивані. Блогер дотяг її до дивана, почав плакати і просити глядачів викликати швидку. Згодом Решетняка було затримано. У ході проведеної експертизи було виявлено, що потерпіла померла до приїзду лікарів від стиснення головного мозку гематомою, що утворилася внаслідок заподіяної їй закритої черепно-мозкової травми. 27 квітня наступного року Решетняка було засуджено до шести років колонії суворого режиму. У лютому 2024 року Решетнікова перевели з колонії суворого режиму в Новоульяновську до виправного центру. Далі він буде відправлений по місцю реєстрації в Ростовську область.

### Микола та Ольга Бєлови (Маскальов Микола, Яшкіна Ольга)
13 грудня 2020 року видання «Лента.ру» випустило матеріал про найжахливіших стримерів, де назвало «королем трешу» жителя Енгельса Миколу Бєлова, який за гроші від глядачів бив мати, батька і робив інші сумнівні речі на трансляції.
10 січня 2021 року треш-стрімер Микола Бєлов, перебуваючи у стані алкогольного сп'яніння, в місті Балашиха, під час прямої трансляції, вночі випорожнився в дитячий візок за донат у суму в 500 рублів. Наступного дня ця подія поширилася групами міста в соціальній мережі «ВКонтакті», вже 12 січня 2021 року, жителі Балашихи вистежили одного з учасників трансляції з випорожненням в коляску і зажадали публічних вибачень.
13 лютого 2023 року, резонанс викликав треш-стрім з Миколою та Ольгою Бєловими з Енгельса, які влаштували бійку в ефірі. У той же день поліція знайшла стримерів, де вони заявили, що імітували бійку для залучення передплатників і отримання винагороди.
5 жовтня 2023 року стався резонансний випадок через неодноразове жорстоке побиття Миколи та Ольги у прямому ефірі на платформі YouTube у передмісті міста Стерлітамак. МВС РФ з Башкирії ініціювало перевірку за фактом побиття людей у прямому ефірі, член Ради з прав людини в Росії Єва Меркачова заявила, що буде звертатися до Слідчого комітету на стримерів, що знущаються один над одним.

### Маестро Риба
25 серпня 2021 року треш-стример Євген Дмитерко, більш відомий як Маестро Риба, під час стріму напав на вулиці на незнайому жінку, пропонуючи їй за сто тисяч рублів роздягнутися і лягти на рейки, а після відмови залив жінку перцівкою. 24 травня 2022 року суд визнав Дмитра винним у хуліганстві та засудив стримера до трьох років позбавлення волі. 5 жовтня 2023 року Євгеній вийшов по УДВ.

### RTeshka
16 березня 2022 року треш-стрімер RTeshka під час прямої трансляції напоїв бездомного алкоголем і бив його табуреткою. Чоловік помер від інтоксикації.

### Сергій Симонов
17 березня 2022 року, Сергій Симонов за донат в 5000 рублів на своїй трансляції вимовив гасло проти Росії, а вже через пару днів блогера було затримано, оштрафовано судом і записав відео з вибаченнями за скоєне.
29 липня 2023 року на квартиру треш-стримера Сергія Симонова було скоєно напад, де підлітки за вказівкою кураторів влаштували вибух біля квартири блогера, за 12,5 тисяч рублів.

### Шлюз
07 листопада 2023 року, треш-стрімер з Білорусі Олексій Куніс, відомий під псевдонімом Шлюз чи Шлюзбері, помер у прямому ефірі на YouTube. Щоб отримати донат від передплатників, блогер залпом випив пляшку горілки та помер від гострої алкогольної інтоксикації.

## Спроба заборони в Росії
Вперше про заборону треш-стримінгу заговорив член комітету Ради Федерації з конституційного законодавства та держбудівництва Олексій Пушков у грудні 2020 року у Раді Федерації.
Блогер і на той момент помічник депутата партії ЛДПР Юрій Хованський у 2021 році написав депутатський запит із проханням перевірки треш-стримерів та заборони даного виду стримінгу. Депутат Віталій Мілонов запропонував притягати до відповідальності глядачів, які надсилають завдання треш-стрімерам. У липні того ж року до Держдуми було внесено законопроект про заборону треш-стрімів. У грудні було проведено опитування серед інтернет-користувачів, 87% опитаних проголосувало за заборону треш-стримінгу.
У травні 2022 року віце-спікер держдуми від ЛДПР Борис Чернишов запропонував главі Мінцифри Росії Максуту Шадаєву блокувати донати для каналів треш-стрімерів та створити алгоритм відстеження їхнього контенту.
У травні 2023 року перший заступник голови Комітету Держдуми з інформаційної політики, інформаційних технологій та зв'язку Артем Ткачов заявив про ініціативу карати штрафами глядачів жорстоких інтернет-трансляцій.
У липні 2023 року сенатор Олексій Пушков заявив, що треш-стріми в інтернеті можуть бути виділені в Кримінальному кодексі в окремий вид злочину, як пропаганда тероризму, наркотиків чи дитяча порнографія.
27 липня 2023 року голова Комітету Державної Думи з молодіжної політики Артем Метелєв пообіцяв, що пакет законопроектів про треш-стрім у серпні відправлять на відкликання кабміну.
24 серпня 2023 року голова Комітету Державної Думи з молодіжної політики Артем Метелєв офіційно заявив, що направив законопроект на укладання до Уряду і Верховного Суду перед внесенням до Держдуми.
20 вересня 2023 року голова Комітету Держдуми з молодіжної політики Артем Метелєв у своєму Telegram-каналі повідомив: «Найближчими тижнями очікуємо висновок уряду для офіційного внесення закону до парламенту». Депутат також опублікував відгук суду на проект. У Верховному суді заявили, що "концептуальних заперечень" не мають. У той же час там рекомендували уточнити формулювання в одному з пунктів, що стосується визнання обтяжливою обставиною злочину, трансляція якого йде у ЗМІ чи інтернеті  .
06 листопада 2023 року, Уряд Росії підготував позитивні відгуки на пакет проектів, що вводять покарання за треш-стріми, про це повідомив автор ініціатив, голова Комітету Держдуми з молодіжної політики Артем Метелєв.
1 грудня 2023, сенатор Башкін заявив, що в Держдуму через тиждень внесуть проект про покарання за треш-стрім.
7 грудня 2023 року до Держдуми внесли законопроект про заборону треш-стрімів. Документ передбачає призначення штрафу до 700 тис. рублів, про це повідомив парламентар Олександр Хінштейн у своєму Telegram-каналі.
11 січня 2024 року В'ячеслав Володін заявив, що Держдума в пріоритетному порядку розгляне законопроекти про заборону треш-стрімів у весняну сесію.
25 січня 2024 року були прийняті в першому читанні законопроекти про заборону треш-стрімів.

## Розповсюдження на Заході
У західному інтернеті поняття «треш-стріми» немає, і всі спроби почати створювати подібне жорстко засуджуються та призводять до блокування порушників на сервісах, у США більше відомий термін подібних "фріків" як LOLCOW "Корова сміху" фігурантам яких є boogie 2988, Wings of redemption та Кріс Чан, як правило Lolcow це як правило забуті летсплеєри які завдяки своїм жадібностям та лінощам втратили свою популярність і живуть на залишках своєї популярності живуть завдяки пожертвам, але випадки треш-стрімів все одно фіксуються, як, наприклад, стример із США ERBY__ пообіцяв своєму глядачеві автомобіль, якщо він зможе провести три дні в замкненій шафі. Учасник зміг протриматися всього 24 години, а пізніше у нього стався нервовий зрив, і він здався. Під час трансляції у глядачів була можливість знущатися з замкненого в шафі чоловіка. За онлайн пожертвування його можна було доводити різними звуками або спалахами, вистрілити з іграшкового пістолета або водомета або принести йому їжу.